# 哈薩克斯坦的維吾爾人
維吾爾人在2021年成為哈薩克斯坦第四大民族，根據人口普查有278869人。

## 移民歷史
維吾爾人在哈薩克斯坦有悠久歷史，因清末新疆的動亂，一些人逃亡至七河地區，在1897年，俄羅斯帝國政府估計已經有大概56000維吾爾人居住在今天的哈薩克斯坦。在20世紀40年代，高級共產黨官員計劃在哈薩克蘇維埃社會主義共和國阿拉木圖州境內建立一個維吾爾人自治州，然而政府的意圖是把新疆進一步納入蘇聯的軌道，而不是給當地維吾爾人真正的自治，該計劃是在1949年中國共產黨勝利後告吹。在20世紀50年代的中國，民族緊張關係和對少數民族分離主義運動的鎮壓導致新疆居民(包括維吾爾，哈薩克人，蒙古人，吉爾吉斯人)逃亡至哈薩克蘇維埃社會主義共和國，在中蘇關係破裂和中蘇邊境衝突，中國政府關閉了新疆和哈薩克蘇維埃社會主義共和國邊境，既可以防止少數民族叛逃，也可防止蘇聯特務滲透到中國。
在哈薩克斯坦的維吾爾人可根據祖先遷移的時間分為三組:最早的是yärlik本地人，在19世紀末和20世紀初來到哈薩克斯坦，特別是七河地區。大多數的維吾爾人也是20世紀50年代和60年代的移民，他們往往稱自己為kegänlär，字面意思是“新來者”。今天，哈薩克斯坦往往是一個維吾爾人移民西歐和北美的中轉站。

## 社會融合
哈政府已資助64間維吾爾族學校的教學和在哈全國的2万多名維吾爾族學生。它也允許維吾爾文報紙的發行。

## 文化
維吾爾人在20世紀70年代開始振興早期移民在哈国已經失去的傳統，如麥西熱甫。